# Sebastián Sosa
Carlos Sebastián Sosa Silva (* 19. srpna 1986) je uruguayský profesionální fotbalista, který hraje na pozici brankáře za mexický klub UNAM a uruguayský národní tým.

## Klubová kariéra
Sosa debutoval v seniorském zápase za svůj klub Peñarol v roce 2007. V roce 2008 byl poslán na hostování do Central Español, kde odehrál 28 zápasů za dva roky, než se vrátil do Peñarolu.
Po svém návratu byl Sosa brankářskou dvojkou za bývalým argentinským reprezentantem Pablem Cavallerem, dokud ho trenér Julio Ribas nevybral do základní jedenáctky Peñarolu pro uruguayskou Primera División v sezóně 2009/10. Během této sezóny Sosa pomohl Peñarolu vyhrát ligový titul. Poté byl Sosa pravidelným členem týmu Peñarol, který se také dostal do finále Copa Libertadores 2011 (kde jeho tým porazil Santos).
V červenci 2011 uruguayský brankář podepsal smlouvu s argentinským gigantem Boca Juniors. Během svého ročního pobytu v Boca byl Sosa většinou náhradníkem za Agustína Orióna, ale vyhrál s týmem Primera División 2011 a Copa Argentina 2011/12.
Následně se Sosa připojil ke klubu Vélez Sarsfield, také z Argentiny. Tam byl opět brankářskou dvojkou (za Germánem Montoyou), ale pak se stal pravidelným hráčem a v roce 2012 odehrál 9 zápasů ve vítězném tažení svého týmu. Sosa byl také jedním z účastníků vítězství Vélezu v superfinále 2012/13 a 2013.
V červnu 2015, po skončení smlouvy s Vélezem, přestoupil do Pachucy.
V lednu 2017 přišel do klubu Monarcas Morelia na hostování z Pachucy. Po většinu sezóny byl brankářskou dvojkou za Carlosem Felipem Rodríguezem, v tuto dobu Morelia bojovala o udržení. Poté, co udělal skvělý dojem, který vyvrcholil druhým místem v Copa MX, byl Sosa povýšen na brankářskou jedničku pro poslední 2 zápasy sezóny, když se Morelia vzdálila od sestupu.

## Reprezentační kariéra
Sosa hrál za uruguayské týmy do 17 a do 20 let. Ve věku 35 let debutoval v seniorském týmu 11. června 2022 při vítězství 5:0 v přátelském zápase nad Panamou.

## Kariérní statistiky

### Reprezentační
Platí k zápasu hranému 11. června 2022.
| Národní tým | Rok     | Zápasy | Góly |
| ----------- | ------- | ------ | ---- |
| Uruguay     | 2022    | 1      | 0    |
| Celkově     | Celkově | 1      | 0    |

## Úspěchy
Peñarol
- Uruguayská Primera División (1): 2009/10

Boca Juniors
- Argentinská Primera División (1): 2011
- Copa Argentina (1): 2011/12

Vélez Sársfield
- Argentinská Primera División (2): 2012, 2012/13 Superfinále
- Supercopa Argentina (1): 2013

Individuální
- Hráč měsíce Liga MX: Září 2019